# 安娜·拉林娜
安娜·拉林娜（俄语：А́нна Миха́йловна Ла́рина；1914年1月27日—1996年2月24日）苏联领导人布哈林第二任妻子，1930年，布哈林因患上肺炎在克里米亚疗养，结识了16岁的安娜·拉林娜，布哈林年长拉林娜26岁:45-46。
养父为苏联经济学家尤里·拉林。1934年二人结婚，两人育有一子尤里，生于1936年。在大清洗期间，布哈林预感自己将遭不测，写了一封致未来党的代表大会的信《致未来一代党的领导人》，为自己所受到的冤屈辩白，呼吁未来一代党的领导人为他平反昭雪，恢复名誉，要求拉林娜背诵下来，然后把信烧掉。1937年，拉林娜遭内务人民委员会逮捕，后流放至阿斯特拉罕等地并被投入古拉格，与儿子分离20多年。1938年，布哈林被处决。在流放期间，拉林娜再婚，并与第二任丈夫育有两子。1953年，拉林娜被释放，1959年回到莫斯科。此后，拉林娜多次写信给赫鲁晓夫，要求为布哈林恢复名誉。1988年，布哈林得到平反。